# Beth Fantaskey
Beth Fantaskey (Montoursville, 22 dicembre 1965) è una scrittrice statunitense, autrice di romanzi appartenenti al genere letterario Young Adult.
Ha frequentato la Shippensburg University of Pennsylvania, dove ha conseguito una laurea in Lingua Inglese; successivamente ha svolto un dottorato di ricerca in Storia dei mezzi di comunicazione presso la Pennsylvania State University. Ha lavorato sia come scrittrice di discorsi politici sia come giornalista.
Vive a Lewisburg, in Pennsylvania, ed è professoressa universitaria alla Susquehanna University.
Il suo romanzo di esordio, Promessi vampiri, ha venduto oltre 45000 copie nei suoi primi mesi di pubblicazione.

## Opere
- Promessi vampiri (Jessica's Guide to Dating on the Dark Side), Harcourt, 2009. ISBN 9780152063849[7][8][9]
- Jekel Loves Hyde, Harcourt, 2010. ISBN 9780152063900[10][11]
- Promessi vampiri - The dark side (Jessica Rules the Dark Side), Harcourt, 2012. ISBN 9780547393094[12][13]
- Buzz Kill, HMH Books, 2014. ISBN 978-0-547-39310-0[14][15][16]
- Isabel Feeney, Star Reporter, HMH Books, 2016. ISBN 978-0-544-58249-1[17][18][19]